# Chernobil, ¡qué cuchitril!
Chernobil, ¡qué cuchitril! es una historieta de la serie Mortadelo y Filemón, creada por el autor español Francisco Ibáñez en enero de 2011. El cómic se hace eco del 25.º aniversario del accidente de Chernóbil.

## Trayectoria editorial
Comenzó a publicarse en enero de 2011 en formato álbum, y, desde agosto del mismo año en formato electrónico.

## Sinopsis
Mortadelo y Filemón son llamados por el Súper, para una misión "fuera de serie". Como es habitual, huyen, pero el agente Gusarápez les atrapa en el círculo polar ártico. El Súper les explica que en Chernobil, tras la explosión de hace 25 años del reactor nuclear, está escapando un gas que vuelve asesina a la gente y a los animales. Se lo demuestra con una oveja, que le pega una paliza a Filemón. Entonces les manda que investiguen y eviten que nadie utilice a la gente que ha aspirado el gas para reclutar hordas de delincuentes. 
Los dos agentes parten para Chernobil (Ucrania), y cuando llegan al lugar le preguntan a una anciana dónde queda el reactor, pero ella les distrae y les arroja un tronco a la cabeza. Preguntan a otro señor, y a un niño, pero reciben respuestas similares. Comprenden que han aspirado el gas del reactor, el cual encuentran poco después. Ellos también aspiran el gas, y se intentan liquidar entre sí. Sin embargo, en un momento dado de la disputa, caen a una charca y se les pasan los instintos asesinos: la charca es el antídoto para el gas.
Sin embargo, son hechos prisioneros y obligados a cargar un camión con armas para salir a venderlas a dos hombres que las querían precisamente para armar a toda la gente que había aspirado el gas. Por el camino Mortadelo enciende sin querer un misil, (lo confunde con una radio) haciendo explotar el camión y acabando con los traficantes de armas y con los compradores. 
Al poco, se les ocurre que quizás mezclando el gas del reactor y el agua-antídoto de la charca se deshaga el efecto del gas. Elaboran entonces una máquina con tubos de una obra, cañones de unas armas que robó Mortadelo de un museo, tubos de escape de coches y el órgano de una iglesia. Sacan una muestra del gas para llevarlo a la T.I.A., y proceden a mezclar el gas y el agua. Su experimento funciona, y todo el mundo se empieza a amar.
Ya en la T.I.A celebran su éxito, pero se les cae la muestra, y Mortadelo, Filemón, el profesor Bacterio, el Súper y la secretaria Ofelia olisquean el gas y se empiezan a pelear, justo cuando el presidente Zapatero les iba a entregar una medalla por su éxito en la misión.

## Curiosidades
- El Súper habla de que Chernóbil está en Bielorrusia, aunque en realidad está en Ucrania.